# حكمة الجمهور

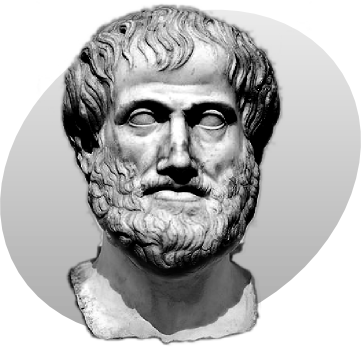

حكمة الجمهور (بالإنكليزية Wisdom of the crowd) هي عملية تفضيل أخذ آراء مجموعة من الأفراد بعين الاعتبار لإجابة سؤال معين على أن يؤخذ رأي خبير واحد. لوحظ أن مجموع إجابات جماعة كبيرة من الناس على سؤال معين، آخذين بعين الاعتبار المنطقة الجغرافية، يكون عادة على نفس القدر من الجودة، إن لم يكن أفضل، من إجابة واحدة من أحد أفراد هذه المجموعة.

## أمثلة
يُنسب إلى أرسطو أنه كان أول من كتب عن "حكمة الجمهور" في كتابه السياسة.   ووفقًا لأرسطو: "من الممكن أن يكون الجمهور، رغم أن أفراده ليسوا صالحين على نحو فردي، أفضل — لا على مستوى الفرد، بل كمجموعة — من أولئك الذين يتحلون بالصلاح، تمامًا كما أن الولائم العامة التي يساهم فيها كثيرون تكون أفضل من تلك التي يُقيمها رجل واحد على نفقته الخاصة". 

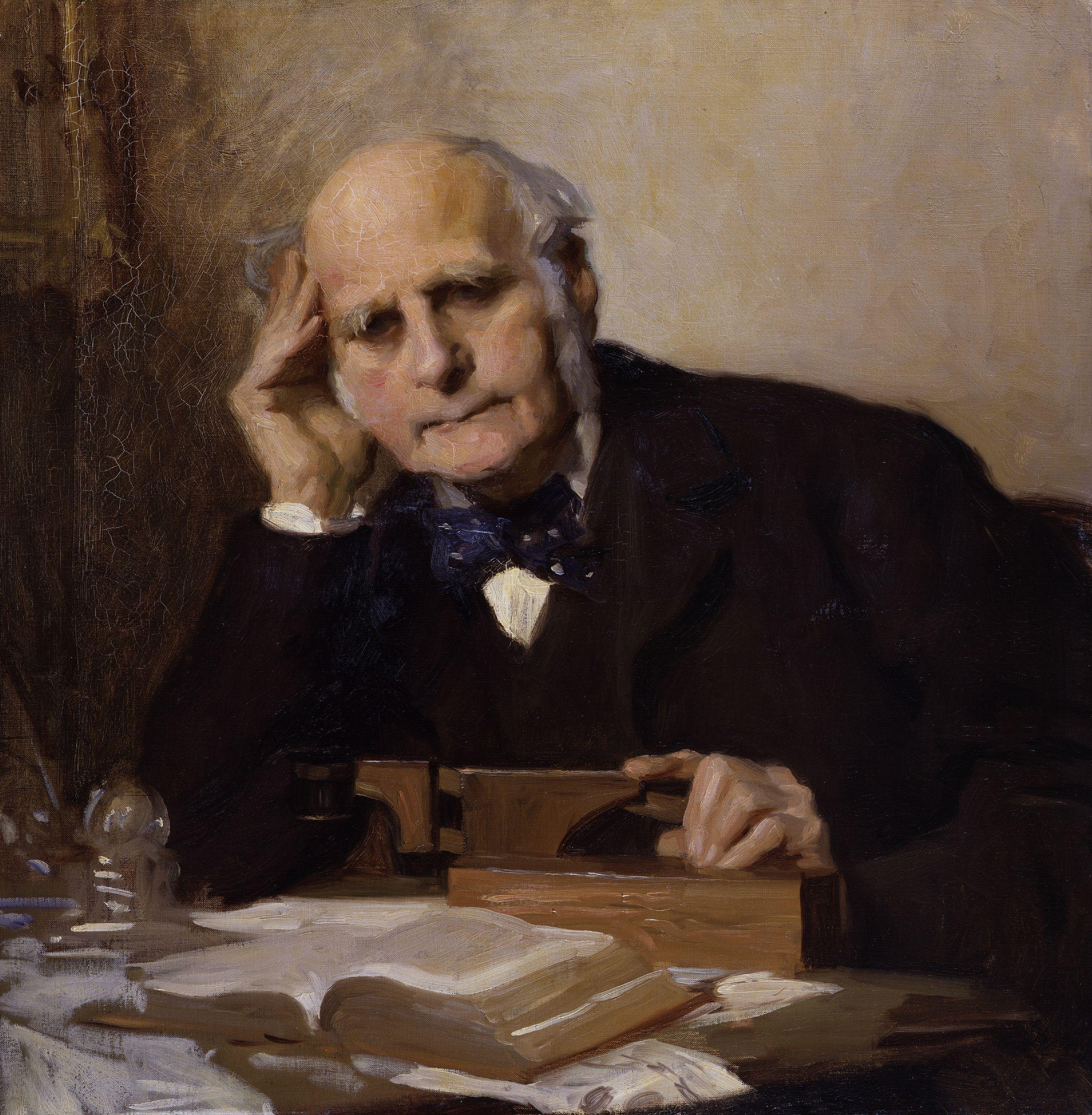
السير فرانسيس جالتون بريشة تشارلز ويلينجتون فورس ، أُهديت إلى المعرض الوطني للصور الشخصية ، لندن عام 1954

تتضمن نتائج الحكمة الكلاسيكية للجمهور تقديرًا نقطيًا لكمية مستمرة. في معرض ريفي أقيم عام 1906 في بليموث ، شارك 800 شخص في مسابقة لتقدير وزن ثور مذبوح ومجهز. لاحظ الإحصائي فرانسيس جالتون أن التخمين المتوسط ، 1207 رطل، كان دقيقًا في حدود 1% من الوزن الحقيقي البالغ 1198 رطل.  وقد ساهم هذا في التوصل إلى فهم أعمق لعلم الإدراك، وهو أن أحكام الأفراد التي يتخذها الجمهور يمكن نمذجتها على هيئة توزيع احتمالي للاستجابات، مع تركيز المتوسط بالقرب من القيمة الحقيقية للكمية التي يجب تقديرها. 
وفي السنوات الأخيرة، تم استغلال ظاهرة "حكمة الجماهير" في استراتيجيات الأعمال، ومساحات الإعلان، وكذلك الأبحاث السياسية. حيث تقوم شركات التسويق بتجميع آراء المستهلكين وانطباعاتهم عن العلامة التجارية للعملاء. وفي الوقت نفسه، تستعين شركات مثل Trada بالحشود لتصميم إعلانات تعتمد على متطلبات العملاء.  وأخيرًا، تُجمع التفضيلات السياسية للتنبؤ أو التقدير الآني بنتائج الانتخابات السياسية.  